# Allgäudecke
Die Allgäudecke ist eine tektonische Deckeneinheit im Bajuvarikum der Nördlichen Kalkalpen. Die Allgäudecke ist nach ihrer Typlokalität – den Allgäuer Alpen – benannt.

## Definition
In den zum Oberostalpin gehörenden Nördlichen Kalkalpen können eine Anzahl tektonischer Deckenbereiche unterschieden werden, denen teilweise auch bestimmte Schichtenfolgen zu eigen sind. Es werden drei Hauptdecken abgetrennt – das Bajuvarikum in Liegendposition im Norden, gefolgt vom Tirolikum und dem Juvavikum des Hangenden weiter südlich.
Das Bajuvarikum wird seinerseits weiter in zwei Deckensysteme unterteilt – das nördliche Tiefbajuvarikum im Liegenden und das südliche Hochbajuvarikum im Hangenden. Das Tiefbajuvarikum umfasst sowohl die Cenoman-Randschuppe (die gelegentlich auch als Randcenoman bezeichnet wird) an seinem Nordrand als auch die Allgäudecke. Das Hochbajuvarikum besteht aus der Lechtaldecke.
Im Westen der Nördlichen Kalkalpen folgt auf das Bajuvarikum weiter südwärts das Tirolikum mit der Inntaldecke und der ihr auflagernden Krabachjochdecke.

## Einführung

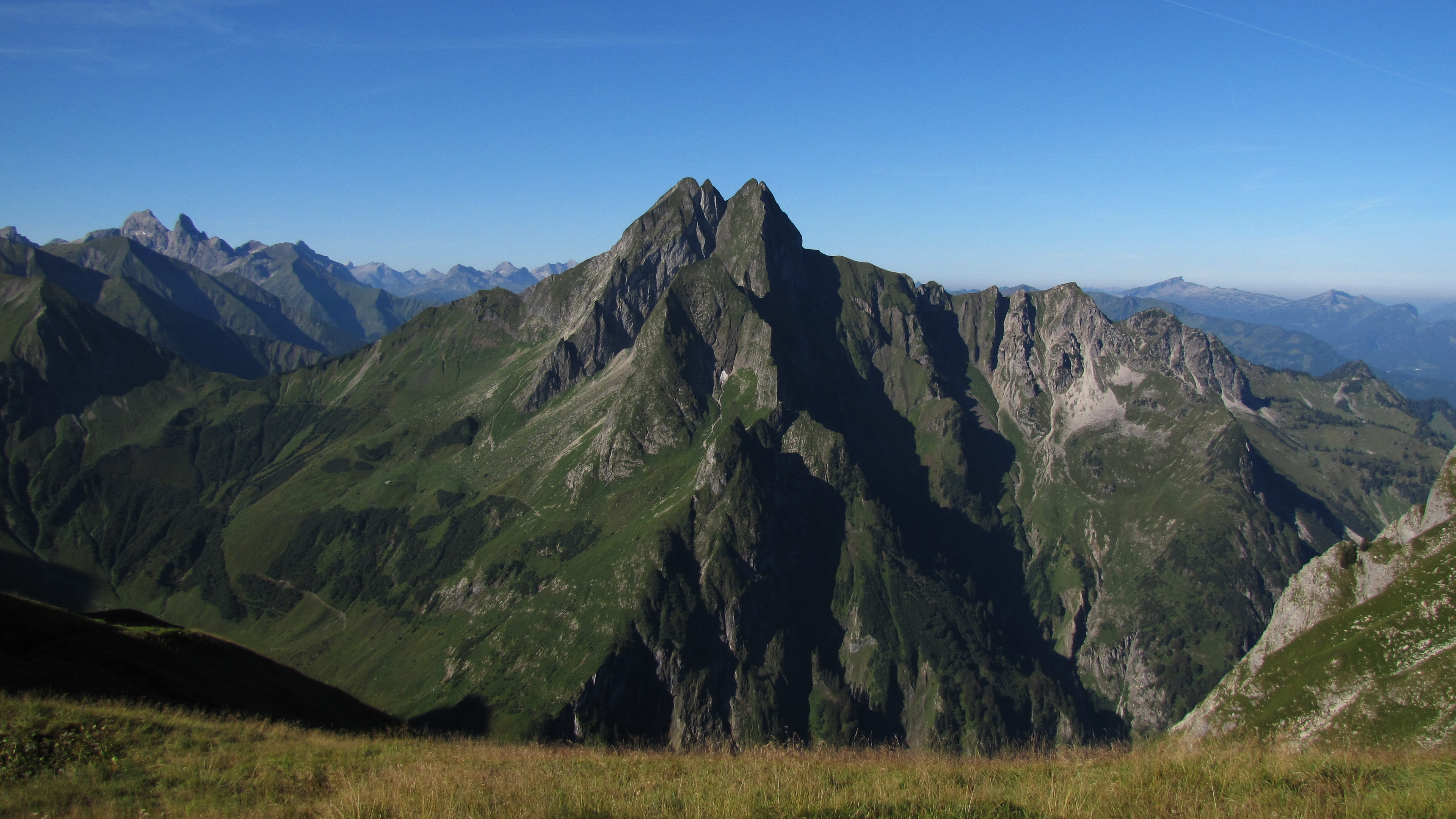
Die zur Allgäudecke gehörende Höfats (2259 m) befindet sich unmittelbar nordwestlich der Allgäuer Hauptmulde. Sie wird in ihrem Kern aus resistenten Schichten der Ammergau-Formation aufgebaut.

Die Allgäudecke ist besonders stark verschuppt oder isoklinal engständig verfaltet. Falten- und Schuppenbau treten auch nebeneinander und oft auch oft ineinander übergehend auf – so beispielsweise in ihrem westlichen Kernabschnitt. Die Überschiebungsweite der Schuppen kann hierbei ein beträchtliches Ausmaß von 3 und mehr Kilometern erreichen. Weiter gen Osten im Vorland des Ammergebirges erscheint sie in einem recht schmalen und nur noch wenig intern gegliederten Band. Zwischen Kochelsee und Schliersee sind dann erneut Schuppen zugegen, die im Vorland des Wendelsteins in liegende Falten übergehen.
Die tektonische Grenzfläche der Allgäudecke gegenüber der Flyschzone ist sehr steil Nord-vergent und biegt erst in der Tiefe in einen flacheren Verlauf um. Sie setzt sich im Untergrund unterhalb der Lechtaldecke in Südrichtung fort, welche sie zum Großteil verdeckt.
Da beide Deckeneinheiten im Verlauf ihres nordwest- bis nordwärtigen Transports sehr stark intern deformiert, verfaltet und verschuppt wurden, sind die Kontaktverhältnisse am Stirnrand der überfahrenden Lechtaldecke recht kompliziert. Dies äußert sich entlang der Ostgrenze der Allgäudecke in ihrem fingerartigen Ostnordost-Ausgreifen des Aufschlussgebiets bzw. in einem streifenartigen Vordringen der Lechtaldecke gen Westen.

## Geographische Beschreibung
Die Allgäudecke bildet die eigentliche Stirn der Nördlichen Kalkalpen und ist in nördlicher Richtung auf die Cenoman-Randschuppe des Bajuvarikum-Nordrandes und auf die Flyschzone des Penninikums aufgeschoben. Entlang ihres Nordwestrandes überlagert sie die Arosa-Zone – eine tektonische Mischzone aus ostalpinen und penninischen Gesteinen, die unterhalb der Lechtaldecke sozusagen als Gleitteppich mit verschleppt wurde.
Die Allgäudecke setzt mit schrägem Ausstrich am Kalkalpenwestrand östlich des Großen Walsertales südsüdwestlich von Oberstdorf (bei Lechleiten, Schröcken und Zug) ein und endet als relativ schmales Band bei Inzell 15 Kilometer westlich von Salzburg, wo sie von der Staufen-Höllengebirgsdecke des Tirolikums überlagert wird. Ab Füssen bis zum Inn verläuft sie im Stirnbereich der Nördlichen Kalkalpen als relativ gerader, 2 bis maximal 5 Kilometer breiter Streifen frei vor der auflagernden Lechtaldecke. Ein durchlaufender tektonischer Kontakt zur Cenoman-Randschuppe im Norden und eine bedeutende, ebenfalls ununterbrochen verfolgbare Überschiebung zur Lechtaldecke, deren Stirnrand durch eine Reihe von Halbfenstern und Deckschollen gegliedert ist, erweist die tektonische Selbständigkeit der Allgäudecke in diesem Abschnitt. Nach Unterbrechungen mit zwei kleineren Vorkommen bei Salzburg erscheint sie erneut als Langbath-Scholle am Traunsee und östlich der Steyr als Ternberger Decke. Ab den Weyerer Bögen zieht sie als Frankenfelser Decke bis an den Ostrand des Alpenorogens nördlich von Gießhübl.
Ihre flächenmäßig größte Ausdehnung erreicht die Allgäudecke im Allgäu nordöstlich von Oberstdorf, wo sie bei nordöstlicher Streichrichtung gut 20 Kilometer bis Reutte und zum Säuling aushält. Quer zum Streichen nimmt die Decke hier etwa 13 Kilometer ein, kann aber zwischen nördlich von Bad Hindelang und dem Hornbachtal bis auf eine maximale Breite von 23 Kilometer anschwellen.
Zwischen Füssen und Bad Hindelang im Norden, Reutte und Hochvogel im Süden, ändert sich das eingangs dargestellte einfache Bauschema. Die Lechtaldecke spaltet sich hier in mehrere Teileinheiten auf (wie z. B. die Plattjoch-Schuppe, die Gehrenspitz-Halbklippe und die Lailach-Schuppe) und die dazwischenliegenden, langen, fingerartigen Streifenfenster wie beispielsweise das Vilstal-, Benna- und Tannheimer Halbfenster – geben immer wieder den Blick in die unmittelbar darunterliegende Allgäudecke frei. Einen Spezialfall stellt der Falkensteinzug dar, der die Allgäudecke im Kontaktbereich mit der Cenoman-Randschuppe isoliert von seiner Stammdecke ab der Hornburg östlich von Füssen bis kurz vor Bad Hindelang als schmaler, maximal 2,5 Kilometer breiter Streifen überlagert.
Am Westende der Vilser und der Tannheimer Berge hebt die Lechtaldecke schließlich ganz nach Westen aus. Der Nordrand der Stammeinheit der Lechtaldecke springt weit nach Süden zurück und verläuft südöstlich von Schochen und Roßkopf ins Hochvogelgebiet, mit dem aus der Allgäudecke hineinragenden Bärgründele-Halbfenster, dem Sattelkopf-Halbfenster und den beiden umstrittenen Halbfenstern der Luitpoldzone (Luitpold-Halbfenster) und der Hornbach-Zone (Hornbach-Halbfenster) des Hornbachtales. Südlich des Hornbachtales setzen die Ramstall-Schuppe, die Allgäuer Hauptkamm-Schuppe und die Zuger Schuppe mit dem Götzneralm-Halbfenster die Deckengrenze der Lechtaldecke nach Südwesten fort. Braunarlspitz-Schuppe und Wandfluh-Schuppe schneiden dann die Allgäudecke am Südwestende vollkommen ab.
Das Nordwestende der Nördlichen Kalkalpen wird südlich des Falkensteinzuges eindeutig von der Allgäudecke beherrscht, die aber hier in eine Reihe von Schuppen von zum Teil beträchtlicher Dimension untergliedert ist: Jochschrofen-Vorschuppe, Jochschrofen-Schuppe mit Hintersteiner Fenster, Iseler-Schuppe, die am Westrand durch die Rubihorn-Schuppe abgelöst wird, die kurze Geißhorn-Schuppe bzw. ihr westliches Äquivalent, die Daumen-(Pfannenhölzer-)Schuppe und schließlich die wiederum weithin streichende Nebelhorn-Schuppe (bzw. Nebelhorn-Rauhhorn-Schuppe) vor der Front der Lechtaldecke.
Südöstlich von Oberstdorf tauchen innerhalb der Allgäudecke zwei Fenster der Arosa-Zone auf – das Gerstruben und das Birgsau-Fenster. Außerdem befindet sich ein kleines Flyschfenster nordwestlich des Birgsau-Fensters. Weiter gen Südwesten schwimmen dann auf der Arosa-Zone zwei Deckschollen – die Kanzelwand- und die Bärenkopf-Deckscholle. Die Kanzelwand-Deckscholle wird am Fiderepaß durch das Fidere-Halbfenster von der eigentlichen Allgäudecke abgetrennt. Südlich der nahezu vollständig abgetrennten Bärenkopf-Deckscholle bilden die Große Widderstein-Schuppe und die Kleine Widderstein-Schuppe den rückwärtigen Westrand der Allgäudecke. Das Südwestende im Großen Walsertal schließlich enthält die Hochkünzel-Schuppe und die Zitterklapfen-Schuppe. Letzterer ist nördlich die Gräshorn-Deckscholle vorgelagert, die ebenfalls von der Arosa-Zone abgesondert wird.
Strukturell bestimmend innerhalb der Allgäudecke ist die Allgäuer Hauptmulde – ein doppeltes, vorwiegend Nordost- aber auch Ost-streichendes Synklinorium.

## Berggipfel
Hauptgipfel innerhalb der Allgäudecke sind Bärenkopf (2083 m), Breitenberg (1893 m), Geißhorn (2366 m), Giebel (1949 m), Großer Daumen (2280 m), Großer Widderstein (2533 m), Himmelhorn (2111 m), Höfats (2259 m), Iseler (1876 m), Jochschrofen (1625 m), Kanzelwand (2058 m), Kleiner Widderstein (2236 m), Kreuzeck (2376 m), Krinnenspitze (2000 m), Lachenkopf (2111 m), Laufbacher Eck (2194 m), Linkerskopf (2459 m), Nebelhorn (2224 m), Ponten (2045 m), Rauheck (2384 m), Rotspitze (2033 m), Rubihorn (1957 m), Schmalhorn (1952 m), Schneck (2268 m) und Schochen (2100 m).

## Stratigraphie

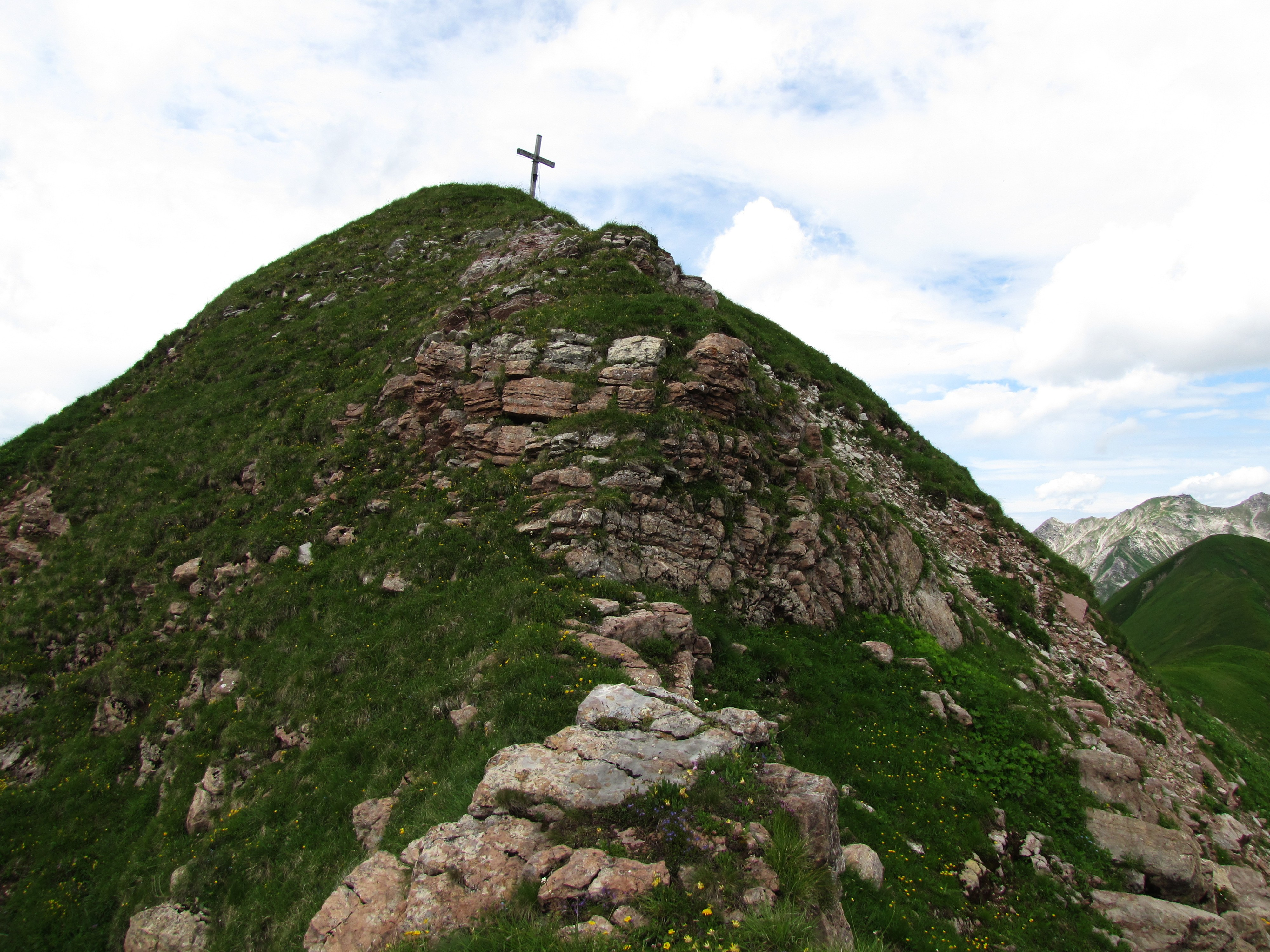
Rotgefärbte, flachliegende Adnet-Formation am Gipfel des Schochen (2100 m)

### Schichtenfolge
Die Schichtenfolge der maximal etwas über 3.000 Meter mächtig werdenden Allgäudecke ist unvollständig und entlang den Raibler Schichten abgeschert. Sie setzt daher mit dem Hauptdolomit ein. Im Einzelnen zeigt sie folgenden stratigraphischen Aufbau (vom Hangenden zum Liegenden):
- Losenstein-Formation – Albium bis Cenomanium
- Tannheim-Formation – Oberes Aptium bis Oberes Albium – Meterbereich
- Schrambach-Formation – Valanginium bis Aptium – 100 bis 120 Meter
- Ammergau-Formation – Kimmeridgium bis Berriasium/Unteres Valanginium – 125 bis 300 Meter
- Ruhpolding-Formation – Oxfordium bis Unteres Kimmeridgium – 20 bis 30 Meter
- Allgäu-Formation – Oberes Sinemurium bis Oberes Bajocium – 550 bis 1500 Meter
- Adnet-Formation – Hettangium bis Sinemurium – bis 6 Meter
- Oberrhätkalk – Oberes Rhätium – bis zu 120 Meter
- Kössen-Formation – Oberstes Norium bis Rhätium – 80 bis 150 Meter
- Plattenkalk – Oberes Norium – Meterbereich
- Hauptdolomit – Oberes Norium bis Mittleres Karnium – 800 bis 900 Meter

### Sedimentäre Entwicklung
Während des Noriums wurden in einer riesigen Lagune auf einer Schelfplattform am südöstlichen Kontinentalrand von Alcapia bis zu 2.000 Meter an Hauptdolomit abgelagert (im Bereich der Allgäudecke jedoch nur 900 Meter). Der Hauptdolomit tritt sowohl in der Allgäudecke als auch in der Lechtaldecke als triassischer Hauptgesteinsbildner in Erscheinung. Der im späten Norium bis Rhätium darüber folgende Plattenkalk markiert die Rückkehr zu flach mariner Kalksedimentation. Die überlagernde Kössen-Formation zeichnet sich durch eine Wechsellagerung von Mergeln und Beckenkalken aus. Der Oberrhätkalk stellt eine obertriassische Karbonatplattform-Fazies dar und verzahnt beckenwärts mit der Kössen-Formation.
Die roten Knollenkalke der Adnetformation repräsentieren eine kondensierte Tiefschwellenfazies, die nur sehr dünn ausgeprägt ist und oft auch fehlt. Die Allgäuformation stellt im Gegensatz eine durchschnittlich 550 Meter mächtige Beckenfazies dar, die in der Allgäudecke weit verbreitet ist und mit bis zu 1500 Meter enorm mächtig werden kann (jurassischer Hauptgesteinsbildner der Allgäudecke). Die Untere Allgäu-Formation (Hettangium bis Pliensbachium) besteht aus pelagischen, bioturbaten Mergelkalken, in die Sandsteine, Kalkarenite und Mikrobrekzien eingeschaltet sein können. Die magnesiumreichen schwarzen Mergel und Tonschiefer der Mittleren Allgäu-Formation des Toarciums korrelieren gut mit dem weltweiten anoxischen Ereignis. Die Sedimentation der Kieselkalke der Oberen Allgäu-Formation hielt sodann bis in den Mitteljura (Oberes Bajocium) an. Im frühen Oberjura akkumulierten die roten bis grünen Cherts (Radiolarite) und Mergel der Ruhpolding-Formation. Im Kimmeridgium erholte sich die Karbonatproduktion erneut, so dass jetzt die pelagischen Kalke der Ammergau-Formation zur Ablagerung kamen. Ihre Sedimentation dauerte bis ins Mittlere Aptium, ohne dass ein Hiatus oder ein steigender Mergelgehalt zu erkennen wäre. Der Ablagerungsraum der Schrambach-Formation des Aptiums lag in einem karbonatisch dominierten Beckensystem. Episodisch wiederkehrende terrigene Suspensionsströme resultieren in feinklastischen Einschaltungen.
Die Tannheim-Formation des späten Aptiums markiert den Beginn der synorogenen Sedimentation, die einen Wechsel von rein karbonatischen zu gemischt karbonatischen/siliziklastischen Sedimenten mit sich brachte. Sie geht in die konglomeratische Losenstein-Formation des Albiums über. Die Siliziklastika sammelten sich in einem zur Orogenfront parallelen Becken. Die Korngrößenzunahme in Richtung Hangendes und das Komponentenspektrum mit einer zunehmenden Fraktion exotischer und mafischer Grundgebirgsgerölle im Hangenden geben klar das Herannahen der Deckenfront und die letztliche Schließung des Beckens im Verlauf des Albiums zu erkennen.

## Tektonik

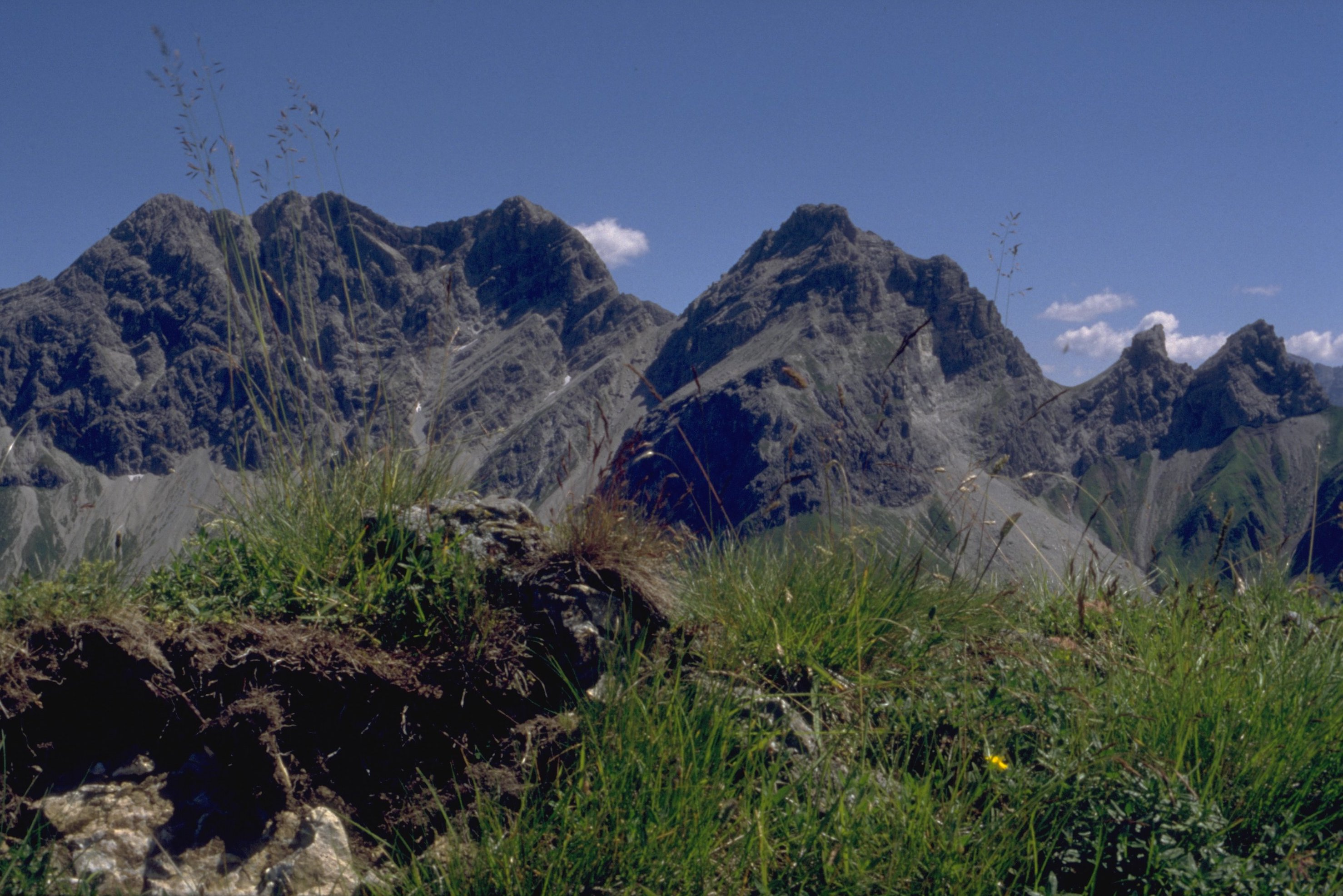
Die messerscharfe Überschiebungsbahn der Lechtaldecke über die Allgäudecke liegt unterhalb der beiden Höllhörner am rechten Bildrand

### Allgemeines
Die Tektonik der Allgäudecke ist sehr komplex aufgrund der bereits angesprochenen Verfaltungen und Verschuppungen. Die Achsenrichtungen der Sättel- und Muldenzüge sind sehr variabel. Im nördlichen Drittel der Decke herrschen Ost-West-Richtungen vor (mit lokalen Abweichungen nach Ostnordost und Ostsüdost). Im Mittelteil prägen Nordost-Richtungen eindeutig den Faltenbau. Im Südwestdrittel erscheinen neben nordöstlichen erneut östliche Streichrichtungen. Auch die räumliche Verteilung der Faltenzüge ist sehr unregelmäßig, insbesondere was ihre Wellenlänge anbetrifft. In Gebieten mit sehr engständiger Faltung wie z. B. im Zentralbereich um die Höfats oder am Südwestende in der Nähe des Rothorns werden Wellenlängen bis zu 500 Meter beobachtet (so folgen im Bereich der Höfats 8 Sattelzüge in einer Entfernung von nur 5 Kilometer), wohingegen in normalen Bereichen Wellenlängen um 2.000 Meter und mehr an der Tagesordnung sind.
Der Faltenbau wurde in einem späteren Stadium bruchtektonisch durch Störungen und Blattverschiebungen verändert. Vorherrschende Richtungen sind Nordnordost (mit Linksversatz), Nord-Süd, Nordnordwest (rechts versetzend), Nordwest (rechts, aber auch links versetzend), Nordost sowie Ostsüdost.

### Überschiebungen

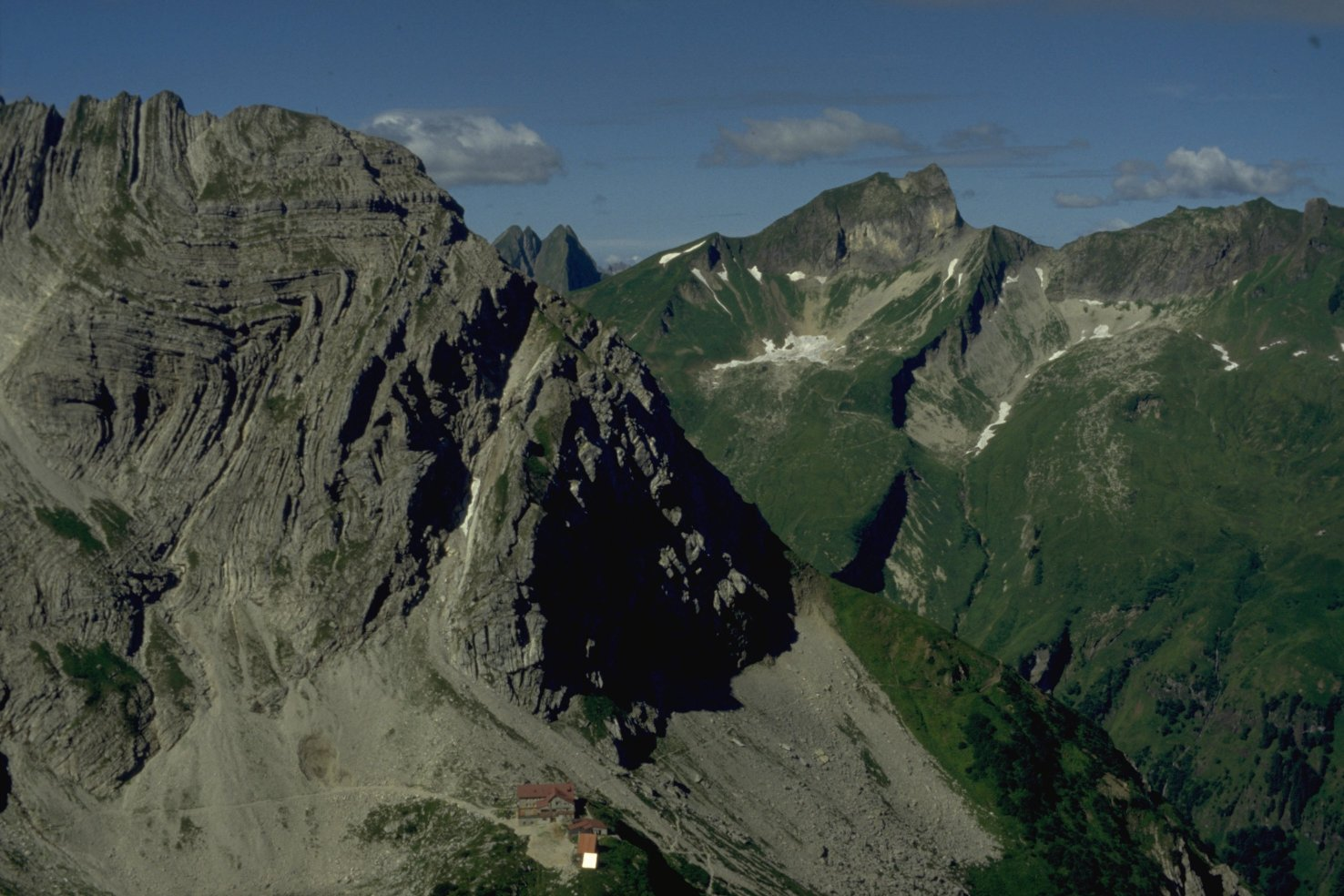
Steile Überfahrung des stark gefalteten Hauptdolomits der Lechtaldecke auf invers liegendem Oberrhätkalk der Allgäudecke am Wiedemerkopf. Der Kontakt folgt der Scharte oberhalb des Prinz-Luitpold-Hauses. Im Hintergrund Höfats und Schneck.

Die Überschiebung der Lechtaldecke auf die Allgäudecke ist unterhalb der Höllhörner, an der Jochspitze am Hornbachjoch sowie nördlich des Großen Wilden bis südöstlich der Schönberghütte und westlich des Kreuzkopfes aufgeschlossen. Sie ist messerscharf ausgebildet und fällt überwiegend flach nach Süd bis Südsüdost ein. Direkt unter der Deckengrenze treten obertriassische Hauptdolomit-Schürflinge der Lechtaldecke in der überfahrenen, völlig zerscherten, unterjurassischen Allgäu-Formation der Allgäudecke auf, wobei Hartbänke vielfach intensiv in Phacoide zerlegt sind. Die Allgäu-Formation ist aber nicht überall deckenparallel, sondern kann durchaus auch von unten stumpfwinkelig bis nahezu senkrecht gegen die Deckengrenze stoßen.
Die flachen Deckenüberschiebungen nehmen aber nur im wenigsten der Fälle einen geradlinigen, sondern zeigen meist einen gezackten Verlauf. Ein gutes Beispiel ist die Überfahrung der Lechtaldecke nördlich des Litnisschrofens, die starke Richtungsänderungen und auch sehr veränderliche Einfallswerte aufweist. Dies ist sowohl durch den strukturgeologischen Aufbau der unterlagernden Allgäudecke als auch durch Blattverschiebungen quer zur Überschiebungsrichtung zu erklären.
Die Überschiebungen können aber auch sehr steil erfolgen, wie dies im Süden der Luitpoldzone zu sehen ist und generell entlang des gesamten Nordrandes der Allgäudecke.

## Alter
Die Allgäudecke hatte sich vor etwa 97 Millionen Jahren während des Cenomaniums als tiefste und zuletzt bewegte Einheit des bajuvarischen Deckenstapels herausgebildet. Sie legte sich dann um 87 Millionen Jahre im Verlauf des Coniaciums über die nördlich anschließende Cenoman-Randschuppe.
Die Lechtaldecke hatte ihre nordwestwärts bis nordwärts gerichteten Bewegungen bereits wesentlich früher im Albium begonnen und schickte sich an, die Allgäudecke zu überfahren. Die Lechtaldecke wurde ihrerseits im Coniacium von der Inntaldecke überschoben.